# Millosh Gjergj Nikolla
Millosh Gjergj Nikolla, anche noto in Albania come Migjeni (Scutari, 13 ottobre 1911 – Torre Pellice, 26 agosto 1938), è stato un poeta albanese.
Suo padre, Gjergj Nikolla (1872-1924), proveniva da una famiglia ortodossa e possedeva un bar. Frequentò la scuola elementare serbo ortodossa a Scutari e dal 1923 al 1925 una scuola secondaria ad Antivari, nel Montenegro, dove si era trasferita la sorella maggiore Lenka.
Nell'autunno del 1925, a 14 anni, vinse una borsa di studio per frequentare una scuola secondaria a Bitola, nella Macedonia del sud. A Bitola studiò slavo, russo, greco, latino e francese. Laureatosi nel 1927 entrò nel seminario Ortodosso di St. John il Teologo a Bitola dove, nonostante problemi di salute, continuò il suo addestramento e gli studi fino a giugno 1932.
Il 23 aprile 1933 fu assunto come maestro di albanese in una scuola nel villaggio di Vraka, a sette chilometri da Scutari. Fu durante questo periodo che cominciò a scrivere descrizioni in prosa e versi.
Nel maggio 1934 scrisse il suo primo racconto, Sokrat i vuejtun apo derr i kënaqun, che fu pubblicato sul periodico Illyria, firmandosi con lo pseudonimo di Migjeni, un acronimo di Millosh Gjergj Nikolla. Nell'estate 1935 il ventiquattrenne Migjeni si ammalò di tubercolosi. Viaggiò fino ad Atene nel luglio di quell'anno nella speranza di guarire dalla malattia ma ritornò a Scutari un mese dopo senza nessun miglioramento delle sue condizioni di salute. Nell'autunno 1935 si trasferì per un anno in una scuola a Scutari e, sempre sul periodico Illyria, iniziò a pubblicare le sue prime poesie, che fecero epoca.
Nel 1936 andò a vivere nel villaggio di montagna di Puka dove restò per 18 mesi. Le sue condizioni di salute migliorarono e lui restò colpito dalla povertà della gente che viveva a Puka e nei dintorni. Dopo questi 18 mesi in montagna il poeta fu obbligato a porre fine alla sua carriera di maestro e di scrittore e, sempre nella speranza di guarire, andò a Torino dove sua sorella Olga stava studiando matematica. Partì da Scutari il 20 dicembre 1937 e arrivò a Torino prima del giorno di Natale. Qui aveva sperato, dopo la guarigione, di iscriversi e studiare alla Facoltà d'Arte. Dopo cinque mesi di ricovero al sanatorio di San Luigi presso Torino Migjeni fu trasferito all'ospedale valdese a Torre Pellice dove morì il 26 agosto 1938. La sua morte all'età di soli 27 anni fu una tragica perdita per la letteratura albanese moderna.
A Migjeni è intitolato il teatro di Scutari, riaperto nel 2002 grazie a un progetto della Regione Emilia-Romagna.